# Григор Фоцеларов
Григор Томов Фоцеларов (Фуцилар) е български революционер, деец на Вътрешната македоно-одринска революционна организация.

## Биография
Григор Фоцеларов е роден в 1872 година в Енидже Вардар (Па̀зар), тогава в Османската империя, днес Яница в Гърция. Присъединява се към ВМОРО.